# Мосашвілі Ілля Онисимович
Ілля (Іло) Онисимович Мосашвілі (груз. ილო მოსაშვილი; 1896–1954) — грузинський радянський письменник.

## Біографія
Народився 7 січня 1896 року в селі Чаргалі (нині Душетський район, Грузія) в сім'ї селянина.
Навчався у Тифліській духовній семінарії. У 1914—1917 роках навчався в Петербурзькому психоневрологічному інституті, потім на юридичному факультеті Харківського університету.
У 1921—1924 роках на керівній радянській роботі. У 1926—1932 роках був відповідальним секретарем журналу «Шолто» і редактором газети «Комуніст». У 1937—1940 роках керував Літературним фондом Грузинської РСР. Обрано членом правління і президії Спілки письменників Грузинської РСР. Депутат Верховної ради Грузинської РСР 1-3 скликань. Голова республіканського Комітету захисту миру.
Ілля Мосашвілі помер у Тбілісі 4 серпня 1954 року.

## Творчість
Літературною діяльністю займався з 1915 року. Рання поезія носила камерний характер. З другої половини 20-х років XX століття зайняв помітне місце серед майстрів грузинської громадянської лірики. Його вірші позначені романтичною піднесеністю, довершеністю форми. Опублікував ряд збірок віршів, поем, книгу нарисів, кілька кіносценаріїв про успіхи соціалістичного будівництва, прославлення соціалістичної Батьківщини. Серед них поема «Базалеті», «Дитячі поеми», збірку поезій «Вибране», вірші «Вождю», «Слава їм !», «Прощання зі старим селом», «В Білорусії» та ін. В повоєнні роки виступив як драматург: п'єси «Начальник станції» (1947) про героїчну оборону Кавказу; «Потоплені камені» (1949) про боротьбу за незалежність грузинів, які живуть на землях, приєднаних у 1921 році до Туреччини (в 1945—1953 роках СРСР претендував на ці території); «Його зірка» (1950) про самовіддану працю грузинських вівчарів; історична драма «Шлях в майбутнє» (1953) про витоки дружби грузинського і російського народів. Писав також вірші для дітей та кіносценарії. Його твори перекладені багатьма мовами народів СРСР.

## Фільмографія
Сценарист
- 1943 — Він ще повернеться
- 1941 — У сторожовий будці (короткометражний)
- 1941 — Дівчина з того берега
- 1937 — Двоє друзів (короткометражний)
- 1935 — Скала Аршаула
- 1935 — За рікою

## Нагороди та премії
- Сталінська премія другого ступеня (1951) — за п'єсу «Потоплені камені» (1949)
- орден Леніна
- орден Трудового Червоного Прапора (31.01.1939)
- медалі